# 朴光一
朴 光一（パク・カンイル、パク・クァンイル、朝: 박광일、1991年2月10日 - ）は、大韓民国出身のプロサッカー選手。ポジションは、ミッドフィールダー。

## 来歴
2006年に初めてU-17韓国代表に選出され、2010年まで各年代の代表でプレー。2012年のデンソーカップサッカー大学日韓定期戦に全韓国大学選抜として出場。同年のAFC U-22アジアカップ2013 (予選)では久しぶりにU-21韓国代表に選出され、右サイドバックとして予選突破に貢献した。
2013年、日本の松本山雅FCへ入団。
2014年8月、インディアン・スーパーリーグのFCプネー・シティへ期限付き移籍。
2015年、水戸ホーリーホックへ期限付き移籍。
2016年、愛媛FCへ完全移籍。2016シーズンで契約満了。
2017年6月12日、マレーシア・スーパーリーグのPKNS FCへ移籍。
2018年シーズンはKリーグ1の全南ドラゴンズに加入してプレーしたがリーグ最下位で降格。2019年シーズンに慶南FCに移籍。
兵役服務のため、2019年末に同僚の金鐘必らとともに新しく創設された晋州市民FCに加入し、新設されるK4リーグでプレーすることになった。年俸はもらえず、服務時間がないときに公式戦に出場して出場手当と勝利手当を受け取ることになる。
2021年9月10日、金鐘必とともに兵役を終えて慶南FCに復帰したことが発表された。

## 所属クラブ
ユース経歴
- 康津中学校
- 輔仁高等学校
- 延世大学校

プロ経歴
- 2013年 - 2015年  松本山雅FC
  - 2014年8月 - 同年12月  FCプネー・シティ（期限付き移籍）
  - 2015年  水戸ホーリーホック（期限付き移籍）
- 2016年  愛媛FC
- 2017年  PKNS FC
- 2018年　 全南ドラゴンズ
- 2019年 - 2023年  慶南FC
  - 2020年 - 2021年  晋州市民FC（兵役服務）
- 2023年 -  金浦FC

## 個人成績
| 国内大会個人成績 | 国内大会個人成績 | 国内大会個人成績 | 国内大会個人成績 | 国内大会個人成績 | 国内大会個人成績 | 国内大会個人成績 | 国内大会個人成績 | 国内大会個人成績 | 国内大会個人成績 | 国内大会個人成績 | 国内大会個人成績 |
| 年度             | クラブ           | 背番号           | リーグ           | リーグ戦         | リーグ戦         | リーグ杯         | リーグ杯         | オープン杯       | オープン杯       | 期間通算         | 期間通算         |
| 年度             | クラブ           | 背番号           | リーグ           | 出場             | 得点             | 出場             | 得点             | 出場             | 得点             | 出場             | 得点             |
| 日本             | 日本             | 日本             | 日本             | リーグ戦         | リーグ戦         | リーグ杯         | リーグ杯         | 天皇杯           | 天皇杯           | 期間通算         | 期間通算         |
| ---------------- | ---------------- | ---------------- | ---------------- | ---------------- | ---------------- | ---------------- | ---------------- | ---------------- | ---------------- | ---------------- | ---------------- |
| 2013             | 松本             | 24               | J2               | 17               | 1                | -                | -                | 0                | 0                | 17               | 1                |
| 2014             | 松本             | 24               | J2               | 1                | 0                | -                | -                | 0                | 0                | 1                | 0                |
| インド           | インド           | インド           | インド           | リーグ戦         | リーグ戦         | リーグ杯         | リーグ杯         | オープン杯       | オープン杯       | 期間通算         | 期間通算         |
| 2014             | プネー           | 3                | ISL              | 8                | 0                | -                | -                | -                | -                | 8                | 0                |
| 日本             | 日本             | 日本             | 日本             | リーグ戦         | リーグ戦         | リーグ杯         | リーグ杯         | 天皇杯           | 天皇杯           | 期間通算         | 期間通算         |
| 2015             | 水戸             | 16               | J2               | 2                | 0                | -                | -                | 1                | 0                | 3                | 0                |
| 2016             | 愛媛             | 36               | J2               | 12               | 0                | -                | -                | 0                | 0                | 12               | 0                |
| 通算             | 日本             | 日本             | J2               | 32               | 1                | -                | -                | 1                | 0                | 33               | 1                |
| 通算             | インド           | インド           | ISL              | 8                | 0                | -                | -                | -                | -                | 8                | 0                |
| 総通算           | 総通算           | 総通算           | 総通算           | 40               | 1                | -                | -                | 1                | 0                | 41               | 1                |

- Jリーグ初出場 - 2013年3月17日 J2第3節 対ロアッソ熊本（松本平広域公園総合球技場）
- Jリーグ初得点 - 2013年5月3日 J2第12節 対ザスパクサツ群馬（松本平広域公園総合球技場）

## 代表歴
- U-17韓国代表
- U-18韓国代表
- U-19韓国代表
- U-21韓国代表
  - AFC U-22アジアカップ2013 (予選)